# Jeanette Schmid
Jeanette Schmid, également connue comme Baroness Lips von Lipstrill (6 novembre 1924 - 9 mars 2005) est une siffleuse professionnelle trans.

## Biographie

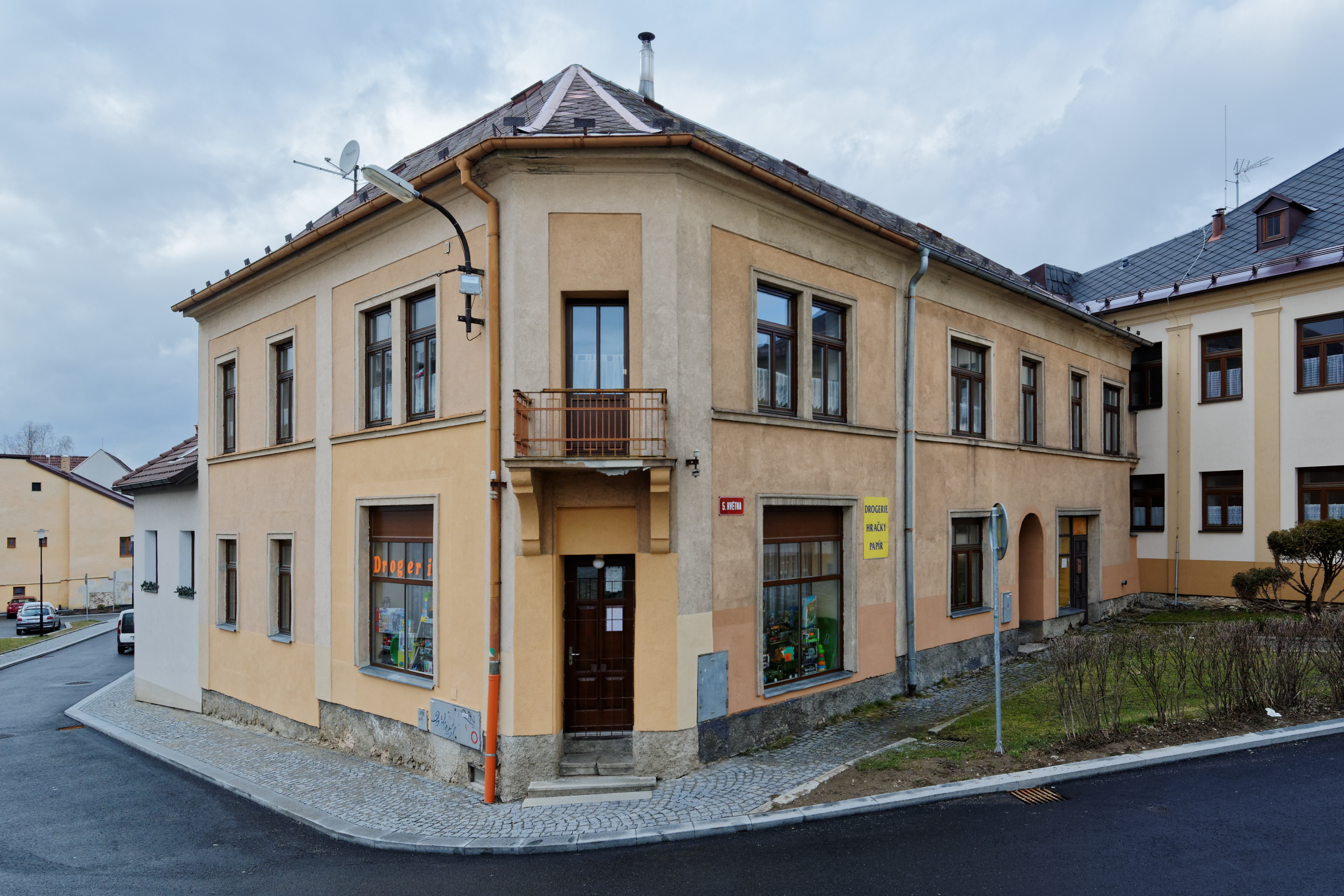
Lieu de naissance de Jeanette Schmid

Née sous une identité masculine dans une famille allemande à Volary, en Tchécoslovaquie, Schmid commence à s'habiller avec des vêtements féminins à un jeune âge et aime chanter et danser. Bien que ne correspondant pas à l'idéal nazi de l'homme aryen, Schmid s'enrôle dans la Wehrmacht en 1941 et est affectée à Udine, en Italie, jusqu'à son renvoi à la maison en raison de la fièvre typhoïde, ce qui la « sauve », dit-elle, de l'armée. 
À la fin de la guerre, Schmid s'enfuit à Munich où elle commence une carrière d'imitatrice féminine. Elle devient rapidement célèbre grâce à son talent, son accoutrement grivois et ses tenues moulantes. Le Shah d'Iran, Mohammad Reza Pahlavi, et son épouse la reine Soraya, voient Schmid se produire à Hambourg et l'invitent à Téhéran, mais son numéro est considéré comme inapproprié par beaucoup en Iran, et elle doit en changer. Elle choisit alors de siffler une polka de Strauss et la Barcarolle d'Offenbach pour le Shah et sa cour. 
Après cette performance, Schmid fait une tournée mondiale en tant que siffleuse travestie, se produisant sur scène avec des artistes comme Frank Sinatra, Édith Piaf, Marlene Dietrich et Josephine Baker alors qu'elle vit au Caire. En 1964, Schmid fait pratiquer une opération de réassignation sexuelle par Ludwig Levy-Lenz et change son prénom en Jeanette. Schmid déménage ensuite à Vienne pour poursuivre sa carrière de siffleuse.
Schmid continue à faire des tournées dans le monde entier sous le nom de scène de Baroness Lips von Lipstrill, y compris un passage réussi à Broadway. Elle reçoit la Décoration autrichienne du mérite en or en 2004.
Elle meurt à Vienne en 2005, à l'âge de 80 ans. Elle était la dernière siffleuse traditionnelle en Autriche.